# Poul de Haan
Poulus Johannes (Poul) de Haan (5 oktober 1947) is een voormalige stuurman in de roeisport.
Zijn eerste internationale optreden was in 1966 op de Wereldkampioenschappen in Bled, waar hij met de roeiers Hadriaan van Nes en Jan van de Graaff, en gecoacht door Maarten Vaandrager, een gouden medaille behaalde in de Twee met Stuurman.
In zijn actieve tijd was hij aangesloten bij studentenroeivereniging D.S.R.V. Laga in Delft.

## Palmares

### Roeien (twee met stuurman)
- 1966:  WK Bled
- 1977: 4e WK Amsterdam